# Chirosia laticerca
Chirosia laticerca är en tvåvingeart som beskrevs av Fan 1984. Chirosia laticerca ingår i släktet Chirosia och familjen blomsterflugor. Inga underarter finns listade i Catalogue of Life.